# Thames (Neuseeland)
Thames ist eine Stadt im Thames-Coromandel District der Region Waikato auf der Nordinsel von Neuseeland. Die Stadt ist Sitz des Thames-Coromandel District Council.

## Geographie
Die Stadt befindet sich rund 76 km südöstlich von Auckland und rund 75 km nordnordöstlich von Hamilton an der Westküste der Coromandel Peninsula, gut 2 km nördlich der Mündung des Waihou River in den Firth of Thames. Durch die Stadt selbst fließt der Kauaeranga River, der südlich des Stadtzentrums ebenfalls in den Firth of Thames mündet.

## Geschichte
Thames wurde gegründet, als 1867 im unteren Teils des Kauaeranga Valley, wenige Kilometer östlich der heutigen Stadt, Gold gefunden wurde. Es war William Hunt, der am 10. August 1867 oberhalb des Wasserfalls im Karanui Creek seinen ersten respektablen Goldfund machte und die ersten Schürfrecht in dem Gebiet zugesprochen bekam. Die Goldmine, die er unter dem Namen Shotover eröffnete, produzierte zeit ihres Bestehens 102.353 Unzen Goldbarren. Weitere Funde wurden gemacht und zahlreiche weitere Bergwerke eröffnet. Innerhalb von drei Jahren kamen rund 11.000 Bergarbeiter in die Stadt, die sich zu Beginn aus den folgenden drei Orten bildete: Tookeys Flat, am Kuranui Stream gelegen und von den Goldsucher bevorzugt, Shortland, an der Mündung des Kauaeranga River in den Firth of Thames gelegen und von der Regierung bevorzugt und Grahamstown, die zwischen den beiden Orten lag und 1868 von dem Entrepreneur Robert Graham nach vorherigem Landkauf gegründet wurde. Die drei Orte wuchsen zur Stadt Thames zusammen, wobei Grahamstown sich zuvor zum wirtschaftlichen Zentrum herausgebildet hatte.
Thames entwickelte sich in nur wenigen Jahren zu der bedeutendsten Stadt in Neuseeland. Die Goldfunde und der Holzreichtum der Wälder zogen entsprechende Industrieunternehmen an, neue wurden gegründet. Vor allem Quarz-Brech- und Transportmaschinen und später Pumpen und Maschinen zum Entwässern tiefer gelegener Bergwerke waren gefragt. Die ersten drei Jahre waren die erfolgreichsten der Stadt, in der zu Spitzenzeiten 1 Million Pfund Sterling Gold gewonnen wurde und die Stadt rund 18.000 Menschen (andere Quellen gehen von 20.000 Einwohnern aus) beherbergte und an die 100 Hotels besaß. Doch der Fall kam schnell mit dem Rückgang der Goldproduktion. 1880 zählte Thames nur noch 5000 Einwohner und im März 1901 gar nur noch 4004.
1898 erreichte die Eisenbahn mit zwei Bahnhöfen Thames, Shortland Railway Station der eine, der später aber in South Thames umbenannt wurde, und North Thames der andere, 1988 stillgelegt. Die Bahnstrecke endete in Thames. Sie schloss in Paeroa an die East Coast Main Trunk Railway an. Inzwischen ist die Strecke aufgegeben.
Von den einst großen Industrieunternehmen, die den Bedarf an Maschinen für den Bergbau und die Holzwirtschaft seinerzeit deckten, Charles Judd, 1869 gegründet und A. & G. Price, 1870 gegründet, konnte sich nach dem Fall der Stadt nur die Firma A. & G. Price durch den Bau von Lokomotiven halten, die zunächst für den lokalen Bedarf produziert wurde, ab 1905 aber auch für das New Zealand Railway Department für ganz Neuseeland hergestellt wurden. Die letzte Lokomotive wurde 1965 hergestellt, das Unternehmen existiert Stand Januar 2017 aber immer noch.

## Bevölkerung
Zum Zensus des Jahres 2013 zählte der Ort 6693 Einwohner, 0,9 % weniger als zur Volkszählung im Jahr 2006.

## Wirtschaft
Heute leben die Einwohner von Thames hauptsächlich vom Tourismus, dem Einzelhandel sowie der Landwirtschaft, auch die Firma A. & G. Price als Gießerei und Maschinenfabrik hat noch eine Bedeutung für die Stadt. 1964 eröffnete die japanische Firma Toyota eine auf das CKD-Prinzip ausgerichtete Montagefabrik, in der bis zu ihrer Stilllegung im Jahr 1998 knapp 250.000 Autos für den neuseeländischen Markt montiert wurden. Geblieben ist eine große Toyota-Werkstatt und Hallen, in denen importierte Gebrauchtwagen für den Verkauf aufbereitet werden.

## Infrastruktur

### Straßenverkehr
Verkehrstechnisch angeschlossen ist Thames durch den New Zealand State Highway 25, der nach Norden den westlichen Teil der Coromandel Peninsula mit Thames verbindet und nach Süden hin über den State Highway 26 die Stadt an die 104 km entfernt liegende Stadt Hamilton anbindet. Das 115 km entfernt liegende Auckland ist von Thames aus über die State Highways 25, 2 und 1 zu erreichen.

### Flugverkehr
Rund 2 km südlich des Stadtzentrums befindet sich das Thames Airfield (NZTH), von dem aus kleinmotorige Flugzeuge über eine rund 1000 m lange Graspiste starten und landen können.

## Tourismus
Von touristischer Bedeutung sind die Museen und Bergwerke sowie Wander- und Abenteuertouren.

## Sehenswürdigkeiten
- Es gibt einige Bergwerke und eine Goldgewinnungsanlage, die in der Stadt besichtigt werden können.
- Die Thames School of Mines ist heute als Museum zu besichtigen.
- Einige Wandertouren führen in die alten Bergbaugebiete, wo noch alte Stollen unter Vorsicht und auf eigene Gefahr besichtigt werden können.
- Coromandel Forest Park

## Söhne und Töchter der Stadt
- Miriam Soljak (1879–1971), Lehrerin, politische Aktivistin, Frauenrechtlerin, Journalistin
- Bob Heffron (1890–1978), australischer Gewerkschaftsfunktionär und Politiker
- Keith Park (1892–1975),  Air Chief Marshal der britischen Royal Air Force
- Rhona Haszard (1901–1931), Malerin
- Maurice Marshall (1927–2013), Mittelstreckenläufer
- Mary Donaghy (* 1939), Leichtathletin
- David Lange (1942–2005), Politiker und ehemaliger Premierminister Neuseelands
- Joanna Carswell (* 1988), Tennisspielerin